# افسانه گمشدگان
افسانه گمشدگان (انگلیسی: Legend of the Lost) یک فیلم ماجراجویی ایتالیایی آمریکایی به کارگردانی هنری هاتاوی است که در سال ۱۹۵۷ منتشر شد. از بازیگران آن می‌توان به جان وین، سوفیا لورن، روسانو براتزی، و مارشا هانت اشاره کرد.

## دوبله
- جان وین: ایرج دوستدار (نخستین صداپیشگی ایرج دوستدار برای جان وین)
- سوفیا لورن: مهین معاون زاده
- روسانو براتسی: نصرت‌الله حمیدی